# Karlovac distrikt
Karlovac distrikt (kroatisk: Karlovačka županija) er et distrikt i Kroatien, beliggende ved floden Kupa. Det ligger centralt i Kroatien som det vestligste af distrikterne i regionen Centralkroatien, og grænser til nabolandene Slovenien i nordvest og Bosnien-Hercegovina i sydøst. I nordøst grænser det til distriktet Zagreb, i øst til distriktet Sisak-Moslavina, i sydvest til Lika-Senj og i vest til Primorje-Gorski Kotar. Den største by og distriktshovedstad er Karlovac, andre større byer er Ogulin og Duga Resa.

## Byer og kommuner
Karlovac distrikt er administrativt inddelt i 5 byer og 17 kommuner. Folketal i følgende lister er fra 2001.

### Byer
| By        | Indb.  |
| --------- | ------ |
| Karlovac  | 59.395 |
| Ogulin    | 15.054 |
| Duga Resa | 12.114 |
| Ozalj     | 7.932  |
| Slunj     | 6.096  |

### Kommuner
| Kommune         | Indb. |
| --------------- | ----- |
| Vojnić          | 5.495 |
| Josipdol        | 3.987 |
| Netretić        | 3.333 |
| Generalski Stol | 3.199 |
| Žakanje         | 3.193 |
| Barilović       | 3.095 |
| Draganić        | 2.950 |
| Plaški          | 2.292 |
| Cetingrad       | 2.746 |
| Rakovica        | 2.623 |
| Krnjak          | 2.164 |
| Lasinja         | 1.938 |
| Tounj           | 1.252 |
| Bosiljevo       | 1.486 |
| Kamanje         | 1.100 |
| Saborsko        | 860   |
| Ribnik          | 583   |